# Ibrahim Zubairu
Ibrahim Zubairu (* 2. června 2004) je ghanský profesionální fotbalista, který hraje na pozici útočníka za srbský klub FK Partizan.

## Klubová kariéra
Poté, co začínal kariéru v Barcelona Babies, debutoval Zubairu v seniorském týmu King Faisal Babes v roce 2020 ve věku 16 let. V ghanské Premier League odehrál dvě sezóny, odehrál 47 zápasů a vstřelil 14 gólů.
V září 2022 se Zubairu přestěhoval do Srbska a podepsal smlouvu s Jedinstvo Ub. Během dvou sezón se perfektně sehrál s krajanem Kwaku Karikarim a pomohl klubu poprvé v historii postoupit do nejvyšší soutěže.
V červnu 2024 Zubairu přestoupil do Partizanu za údajný poplatek 500 000 eur a podepsal čtyřletou smlouvu. Svůj první gól za klub vstřelil 15. září 2024 při venkovní ligové prohře 3:2 s OFK Bělehrad.

## Reprezentační kariéra
Zubairu reprezentoval Ghanu U23 na Africkém poháru národů hráčů do 23 let 2023.

## Statistiky

### Klubové
Platí k zápasu hranému 26. října 2024.
| Klub              | Sezóna            | Liga                 | Liga   | Liga | Národní pohár | Národní pohár | Kontinentální | Kontinentální | Celkově | Celkově |
| Klub              | Sezóna            | Soutěž               | Zápasy | Góly | Zápasy        | Góly          | Zápasy        | Góly          | Zápasy  | Góly    |
| ----------------- | ----------------- | -------------------- | ------ | ---- | ------------- | ------------- | ------------- | ------------- | ------- | ------- |
| King Faisal Babes | 2020/21           | Ghana Premier League | 24     | 7    |               |               | —             | —             | 24      | 7       |
| King Faisal Babes | 2021/22           | Ghana Premier League | 23     | 7    |               |               | —             | —             | 23      | 7       |
| King Faisal Babes | Celkově           | Celkově              | 47     | 14   |               |               | —             | —             | 47      | 14      |
| Jedinstvo Ub      | 2022/23           | Prva liga Srbije     | 24     | 7    | —             | —             | —             | —             | 24      | 7       |
| Jedinstvo Ub      | 2023/24           | Prva liga Srbije     | 35     | 13   | 1             | 0             | —             | —             | 36      | 13      |
| Jedinstvo Ub      | Celkově           | Celkově              | 59     | 20   | 1             | 0             | —             | —             | 60      | 20      |
| Partizan          | 2024/25           | Srbská SuperLiga     | 11     | 4    | 1             | 1             | 5             | 0             | 17      | 5       |
| Celkově v kariéře | Celkově v kariéře | Celkově v kariéře    | 117    | 38   | 2             | 1             | 5             | 0             | 124     | 39      |